# 康元
康元（）は、日本の元号の一つ。建長の後、正嘉の前。1256年から1257年までの期間を指す。この時代の天皇は後深草天皇。鎌倉幕府将軍は宗尊親王、執権は北条時頼、北条長時。出典は旧唐書の陛下富教安人、務農敦本、光復社稷、康済黎元之応也

## 改元
- 建長8年10月5日（ユリウス暦1256年10月24日）：改元。赤斑瘡による説（『百錬抄』）がある。
- 康元2年3月14日（ユリウス暦1257年3月31日）：正嘉に改元。

## 康元期におきた出来事
元年
- 11月22日：北条時頼、病気により出家。ただし、政治の実権は依然として握る。北条長時、第6代執権となる。

## 西暦との対照表
※は小の月を示す。
| 康元元年（丙辰） | 一月      | 二月※ | 三月  | 四月※  | 五月※ | 六月※ | 七月  | 八月※ | 九月  | 十月  | 十一月 | 十二月※ |          |
| ---------------- | --------- | ----- | ----- | ------ | ----- | ----- | ----- | ----- | ----- | ----- | ------ | ------- | -------- |
| ユリウス暦       | 1256/1/29 | 2/28  | 3/28  | 4/27   | 5/26  | 6/24  | 7/23  | 8/22  | 9/20  | 10/20 | 11/19  | 12/19   |          |
| 康元二年（丁巳） | 一月      | 二月  | 三月※ | 閏三月 | 四月※ | 五月※ | 六月※ | 七月  | 八月※ | 九月  | 十月   | 十一月※ | 十二月   |
| ユリウス暦       | 1257/1/17 | 2/16  | 3/18  | 4/16   | 5/16  | 6/14  | 7/13  | 8/11  | 9/10  | 10/9  | 11/8   | 12/8    | 1258/1/6 |